# Technomyrmex montaseri
Technomyrmex montaseri is een mierensoort uit de onderfamilie van de Dolichoderinae. De wetenschappelijke naam van de soort is voor het eerst geldig gepubliceerd in 2011 door Sharaf, Collingwood & Aldawood.